# Gaston Compère
Gaston Compère (Conjoux, prop de Ciney al Condroz, 27 de novembre de 1924 - Ukkel, 14 de juliol de 2008) va ser un escriptor, filòleg, poeta i dramaturg de Valònia i de Bèlgica i un músic aficionat de Johann Sebastian Bach.
Gaston Compère va morir a Ukkel a l'edat de 83 anys.

## Biografia
Va estudiar la filologia romànica a la Universitat de Lieja i obtenir-hi el doctorat sobre Maurice Maeterlinck. Després va esdevenir professor a l'ateneum d'Elsene als afores de Brussel·les.
La seva carrera literària només va començar als anys setanta del segle XX i va practicar tots els gèneres: assaig, poesia, novel·la i teatre. Els seus orígens a la regió rural del Condroz van marcar la temàtica de certes de les seves obres, sense fer-ne un autor regional. Els personatges i les històries queden universals. Tot i ser talentós, la seva obra no és gaire coneguda fora de la Bèlgica francòfona.

## Premis
- 1975: Premi Jean Ray per a La femme de Putiphar
- 1978: El Premi Rossel per a la seva novel·la Portrait d'un roi dépossédé (Retrat d'un rei desposseït)
- 1988,Grand Prix international d'expression française de la Federació Internacional dels Escriptors en Llengua Francesa, per la seva obra.[2]

## Obres destacades
Per a una bibliografia completa, vegeu Jacques Lefèbvre, op.cit.
- 1969 – Géométrie de l'absence
- 1974 – Sept machines à rêver
- 1975 – La Femme de Putiphar
- 1976 – Écrits de la caverne
- 1978 – Portrait d'un roi dépossédé
- 1979 – L'Office des ténèbres
- 1980 – Jean-Sébastien Bach
- 1981 – Les Griffes de l'ange
- 1983 – Lieux de l'extase
- 1983 – La Constellation du serpent
- 1983 – Profération de la parole perdue
- 1985 – Je soussigné Charles le Téméraire
- 1985 – Les Eaux de l'Achéron
- 1986 – Robinson 86
- 1987 – De l'art de parler en public pour ne rien dire
- 1988 – Anne de Chantraine ou La naissance d'une ombre
- 1990 – Maurice Maeterlinck
- 1991 – Bloemardinne ou Du séraphique amour
- 1992 – Cimmérie – Divagation à travers un paysage
- 1995 – Nuit de ma nuit
- 1997 – Le Serpent irisé
- 1998 – In Dracula memoriam – Chronique vampirique vénitienne, parisienne et condruzienne
- 2000 – Une enfance en Condroz
- 2003 – La musique énigmatique
- 2004 – Lux Mea, anthologie poétique et arbitraire
- 2005 – Je soussigné Louis XI
- 2006 – Caroline et Monsieur Ingres